# Konklawe 1362
Konklawe 22–28 września 1362 – piąte konklawe okresu tzw. niewoli awiniońskiej papieży. Zakończyło się wyborem Urbana V na następcę Innocentego VI.

## Śmierć Innocentego VI
Papież Innocenty VI zmarł 12 września 1362 w Awinionie w wieku 80 lat. Był on już piątym z kolei papieżem, który nigdy nie odwiedził swojej stolicy biskupiej w Rzymie i rezydował w Awinionie. Innocenty VI zamierzał wprawdzie powrócić do Rzymu, jednak niechętna temu była zdominowana przez Francuzów kuria, nie sprzyjał temu również chaos panujący w Państwie Kościelnym. Innocenty VI wysyłał do Włoch swoich legatów w celu przywrócenia tam porządku (najsłynniejszym z nich był Gil Álvarez de Albornoz), ich praca przynosiła jednak na razie jedynie połowiczne efekty. Nadto papież ten podjął pewne kroki w celu usunięcia istniejących w Kościele nadużyć (m.in. potępił posiadanie więcej niż jednego beneficjum i ponowił wobec duchownych nakaz rezydencji), kontynuował jednak praktyki nepotyzmu, powierzając krewnym wysokie stanowiska kościelne.

## Lista uczestników
W konklawe uczestniczyło 20 z 21 kardynałów, w tym osiemnastu Francuzów i dwóch Włochów:
- Élie Talleyrand de Périgord; Kardynał z Périgord[2] (nominacja kardynalska: 25 maja 1331) – kardynał biskup Albano; komendatariusz kościoła prezbiterialnego S. Pietro in Vincoli; prymas Świętego Kolegium Kardynałów
- Guy de Boulogne; Kardynał z Boulogne[2] (20 września 1342) – kardynał biskup Porto e Santa Rufina; komendatariusz kościołów prezbiterialnych S. Cecilia i S. Crisogono
- Niccolò Capocci; Kardynał z Urgel[2] (17 grudnia 1350) – kardynał biskup Tusculum; komendatariusz kościoła prezbiterialnego S. Vitale; archiprezbiter bazyliki liberiańskiej
- Andouin Aubert; Kardynał z Maguelone[2] (15 lutego 1353) – kardynał biskup Ostia e Velletri; komendatariusz kościoła prezbiterialnego Ss. Giovanni e Paolo
- Raymond de Canillac CanReg; Kardynał z Tuluzy[2] (17 grudnia 1350) – kardynał biskup Palestriny; komendatariusz kościoła prezbiterialnego S. Croce in Gerusalemme
- Hugues Roger OSB; Kardynał z Tulle[2] (20 września 1342) – kardynał prezbiter S. Lorenzo in Damaso; protoprezbiter Świętego Kolegium Kardynałów; kamerling Świętego Kolegium Kardynałów
- Guillaume d'Aigrefeuille OSB; Kardynał z Saragossy[2] (17 grudnia 1350) – kardynał prezbiter S. Maria in Trastevere
- Élie de Saint-Yrieix OSB (23 grudnia 1356) – kardynał prezbiter S. Stefano al Monte Celio
- Pierre de Monteruc; Kardynał z Pampeluny[2] (23 grudnia 1356) – kardynał prezbiter S. Anastasia; wicekanclerz Świętego Kościoła Rzymskiego
- Pierre Itier; Kardynał z Dax[2] (17 września 1361) – kardynał prezbiter Ss. IV Coronati
- Jean de Blauzac CanReg; Kardynał z Nîmes[2] (17 września 1361) – kardynał prezbiter S. Marco
- Gilles Aycelin de Montaigu; Kardynał z Thérouanne[2] (17 września 1361) – kardynał prezbiter Ss. Silvestro e Martino ai Monti
- Androin de la Roche OSBCluny; Kardynał z Cluny[2] (17 września 1361) – kardynał prezbiter bez tytułu
- Guillaume de la Jugié; Kardynał Wilhelm[2] (20 września 1342) – kardynał diakon S. Maria in Cosmedin; protodiakon Świętego Kolegium Kardynałów; archiprezbiter bazyliki watykańskiej; protektor Zakonu Krzyżackiego
- Nicolas de Besse; Kardynał z Limoges[2] (27 lutego 1344) – kardynał diakon S. Maria in Via Lata
- Pierre Roger; Kardynał z Beaufort[2] (28 maja 1348) – kardynał diakon S. Maria Nuova; archiprezbiter bazyliki laterańskiej
- Rinaldo Orsini (17 grudnia 1350) – kardynał diakon S. Adriano
- Étienne Aubert; Kardynał z Carcassonne[2] (17 września 1361) – kardynał diakon S. Maria in Aquiro
- Guillaume Bragose; Kardynał z Vabres[2] (17 września 1361) – kardynał diakon S. Giorgio in Velabro; penitencjariusz większy
- Hugues de Saint-Martial (17 września 1361) – kardynał diakon S. Maria in Portico

Dziesięciu elektorów mianował Innocenty VI, a dziewięciu Klemens VI. Prymas Świętego Kolegium był ostatnim z żyjących nominatów Jana XXII.
Kardynałowie Andouin Aubert, Pierre de Monteruc i Etienne Aubert byli krewnymi Innocentego VI, natomiast Raymond Canillac, Hugues Roger, Guillaume de la Jugie, Nicolas de Besse, Guillaume d’Aigrefeuille, Pierre Roger de Beaufort i Gilles Aycelin de Montaigu byli krewnymi Klemensa VI, poprzednika Innocentego VI. Kamerlingiem Świętego Kościoła Rzymskiego był wówczas arcybiskup Auch Arnaud Aubert, bratanek Innocentego VI.

### Nieobecny
Jeden hiszpański kardynał mianowany przez Klemensa VI:
- Gil Álvarez de Albornoz; Kardynał z Hiszpanii[2] (17 grudnia 1350) – kardynał biskup Sabiny; komendatariusz kościoła prezbiterialnego S. Clemente; legat i wikariusz generalny Państwa Kościelnego

## Podziały w Świętym Kolegium
Najsilniejszą frakcją w Świętym Kolegium była tzw. frakcja limuzyńska (od Limoges), grupująca krewnych dwóch ostatnich papieży (Klemensa VI i Innocentego VI), tj. kardynałowie Andouin Aubert, Raymond de Canillac, Hugues Roger, Guillaume d’Aigrefeuille, Élie de Saint-Irier, Pierre de Monteruc, Gilles Aycelin de Montaigu, Guillaume de la Jugié, Nicolas de Besse, Pierre Roger de Beaufort, Etienne Aubert. Należący do niej kardynałowie dążyli do utrzymania swojej dotychczasowej, uprzywilejowanej pozycji i chcieli wybrać kogoś ze swojego grona. Ich głównymi przeciwnikami byli Guy de Boulogne i Élie Talleyrand de Périgord. Skryta rywalizacja między tymi dostojnikami, którzy obaj marzyli o zdobyciu tiary, powodowała jednak, że nie wytworzyły się wokół nich żadne jednolite stronnictwa.
W okresie sede vacante pojawił się problem uprawnień elektorskich kardynała Androuin de la Roche. Mimo że jego nominację ogłoszono już 17 września 1361, wciąż nie wszystkie obrzędy z nią związane zostały dopełnione (m.in. nie nadano mu kościoła tytularnego). Ostatecznie jednak zdecydowano, że powinien zostać dopuszczony do udziału w konklawe.

## Przebieg konklawe
Konklawe rozpoczęło się 22 września w Awinionie. Z uwagi na istniejące podziały i brak wyraźnych faworytów większość kardynałów zdecydowało, że początkowo będą głosować na tych, którzy nie są uważani za papabile. Miano nadzieję na rozproszenie głosów w pierwszych turach i stopniowe wypracowywanie jakiegoś konsensusu. Taka postawa większości elektorów doprowadziła jednak do zaskakującego efektu. Po podliczeniu głosów z pierwszej tury okazało się, że aż 15 głosów, czyli o jeden więcej niż wymagane 2/3, otrzymał kardynał Hugues Roger, brat Klemensa VI. Wprawiło to wszystkich w osłupienie i konsternację, nikt bowiem tak naprawdę nie chciał wybrania Rogera na papieża. Ku powszechnej uldze elekt oświadczył, że z uwagi na zaawansowany wiek (miał 69 lat) nie przyjmuje wyboru na Stolicę Piotrową.
W zaistniałych okolicznościach kardynałowie stali się bardziej ostrożni. W kolejnych głosowaniach największe poparcie uzyskiwali prawdopodobnie Canillac ze strony partii limuzyńskiej oraz Talleyrand i Boulogne z frakcji przeciwnej, ale żaden nie zdołał uzyskać wymaganych 2/3.

## Wybór Urbana V
Zaistniały impas spowodował, że elektorzy zaczęli rozglądać się za kandydatem spoza Świętego Kolegium. Ostatecznie wybór padł na benedyktyńskiego opata klasztoru Saint-Victor w Marsylii Guillaume de Grimoard, którego zaproponował Guillaume d’Aigrefeuille. Był on znany kardynałom, gdyż mimo braku purpury należał do bliskich współpracowników Innocentego VI, który często wysyłał go z misjami dyplomatycznymi. 28 września 1362 został on jednogłośnie wybrany na papieża.
Wiadomość o wyborze zastała elekta we Włoszech, gdzie był legatem Innocentego VI wobec królowej Neapolu Joanny I. Dowiedziawszy się o swojej elekcji, wyruszył w drogę powrotną do Awinionu, gdzie dotarł 31 października. Nowy papież przyjął imię Urban V, tłumacząc, że „wszyscy papieże, którzy nosili to imię, byli świętymi”. 6 listopada został konsekrowany na biskupa w awiniońskiej katedrze przez kardynała biskupa Ostii Andouin Auberta i uroczyście koronowany przez protodiakona Guillaume de la Jugie.